# Thomas Moran
Thomas Moran (Bolton, 12 febbraio 1837 – 25 agosto 1926) è stato un pittore statunitense, esponente della Hudson River School.

## Pittura
Tra i suoi dipinti la maggior parte rappresenta le montagne rocciose. È stato membro della spedizione geologica di Ferdinand Hayden del 1871 insieme al fotografo William Henry Jackson, spedizione che ha portato alla creazione del Parco Nazionale di Yellowstone. L'interpretazione di Thomas Moran dei paesaggi del vecchio West fu determinante per la creazione del Parco Nazionale di Yellowstone.
I suoi dipinti, che avevano elogiato e reso nota la grande diversità di paesaggi di Yellowstone, furono esposti al Congresso degli Stati Uniti.
Con Albert Bierstadt e Thomas Hill, è considerato uno dei più grandi cantori del vecchio West.
La casa di Thomas Moran a East Hampton è un National Historic Landmark. Il monte Moran, nel parco nazionale del Grand Teton, è intitolato a lui.
Uno dei suoi quadri, The three tetons, è esposto nello Studio Ovale alla Casa Bianca.

## Galleria d'immagini

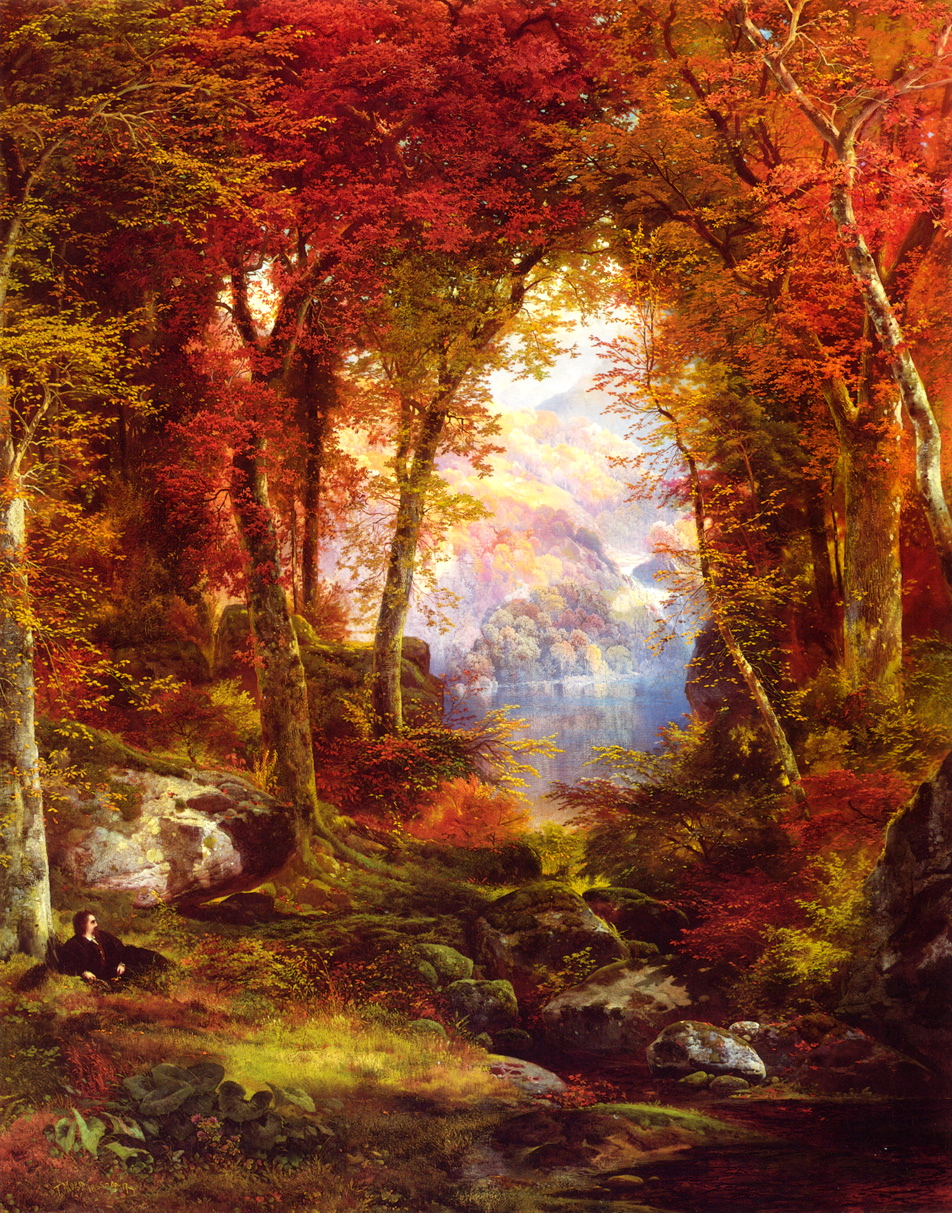
Under the Trees, 1865
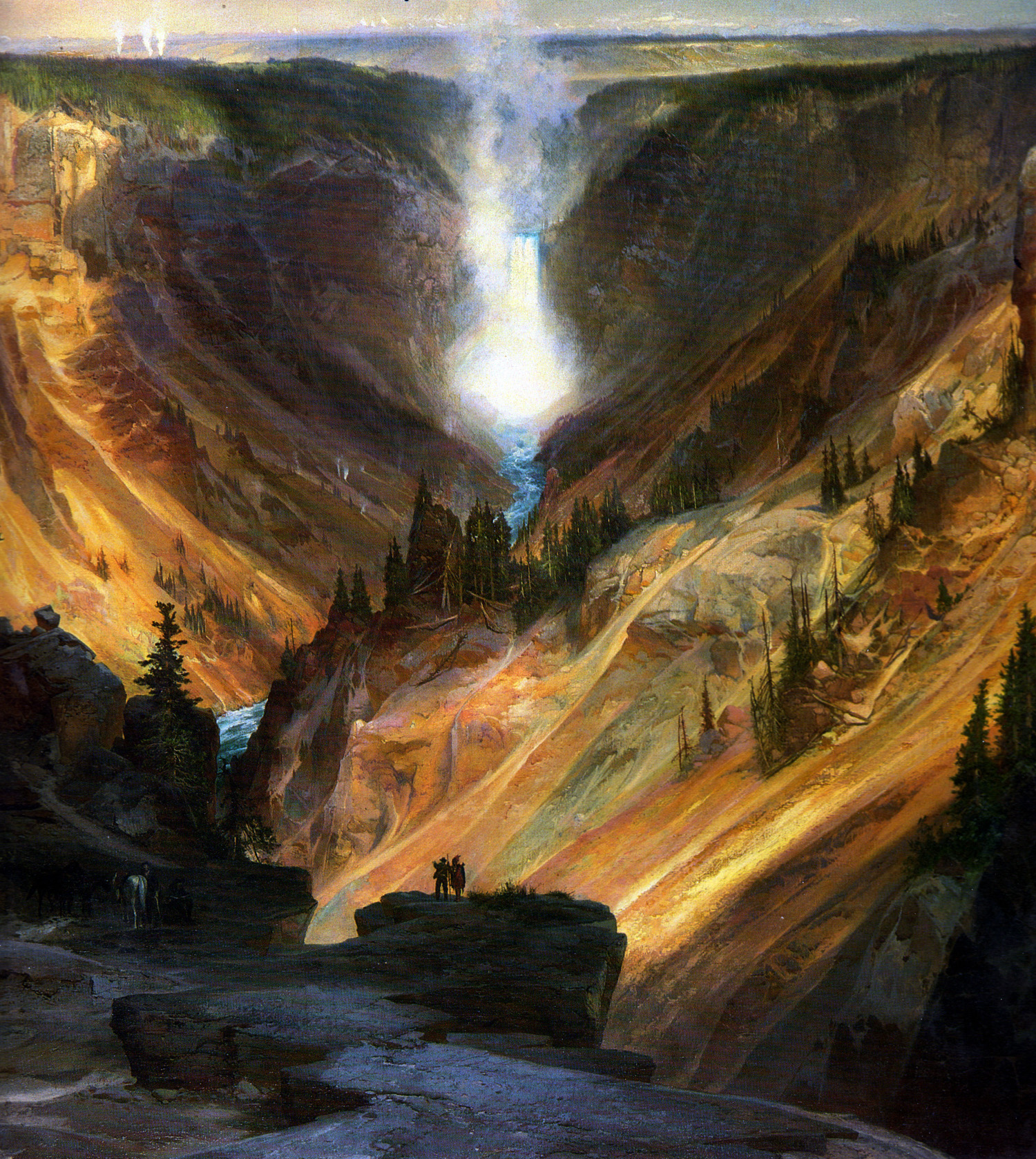
Dettaglio del Grand Canyon di Yellowstone, 1872
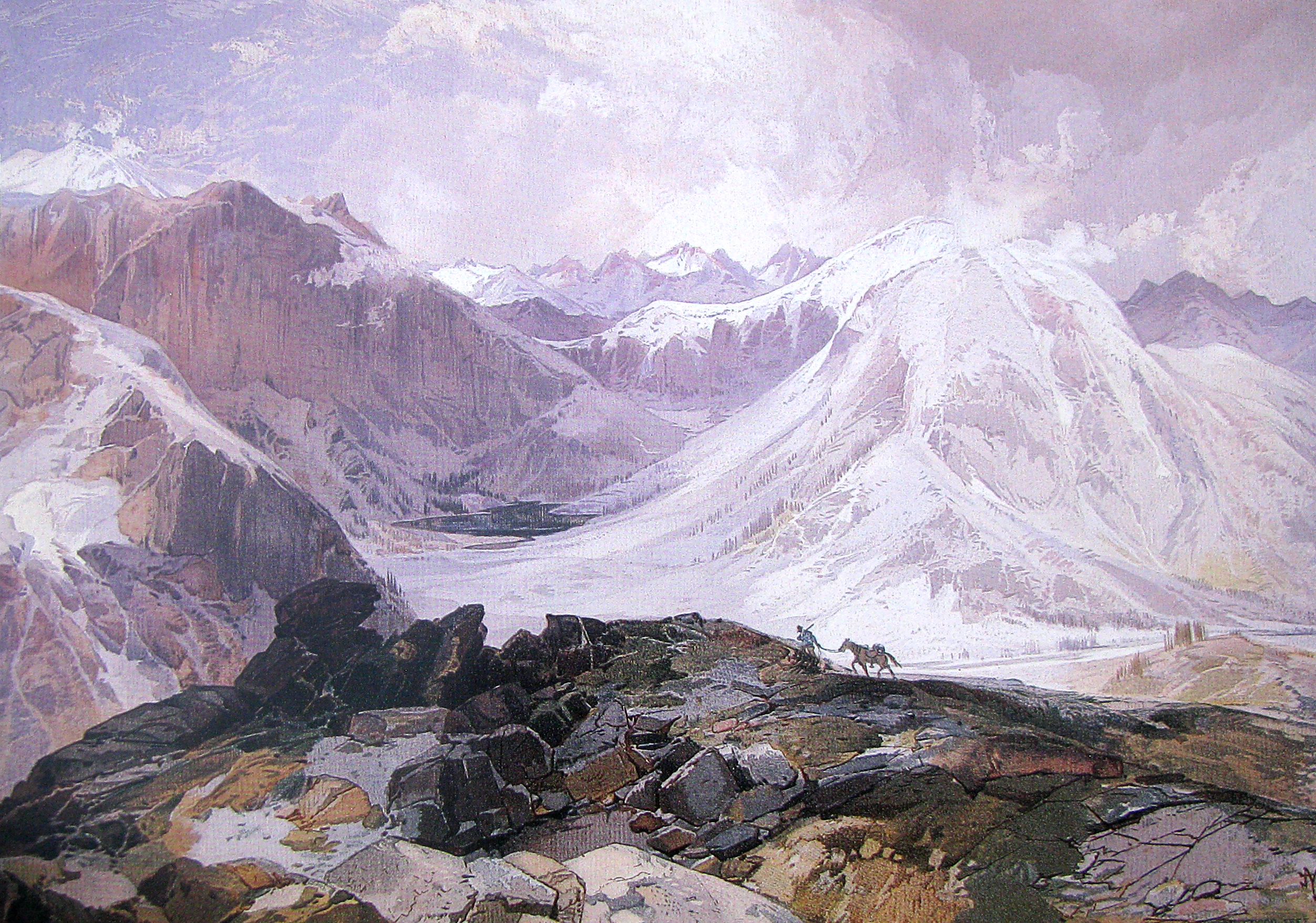
Mosquito Trail, 1874
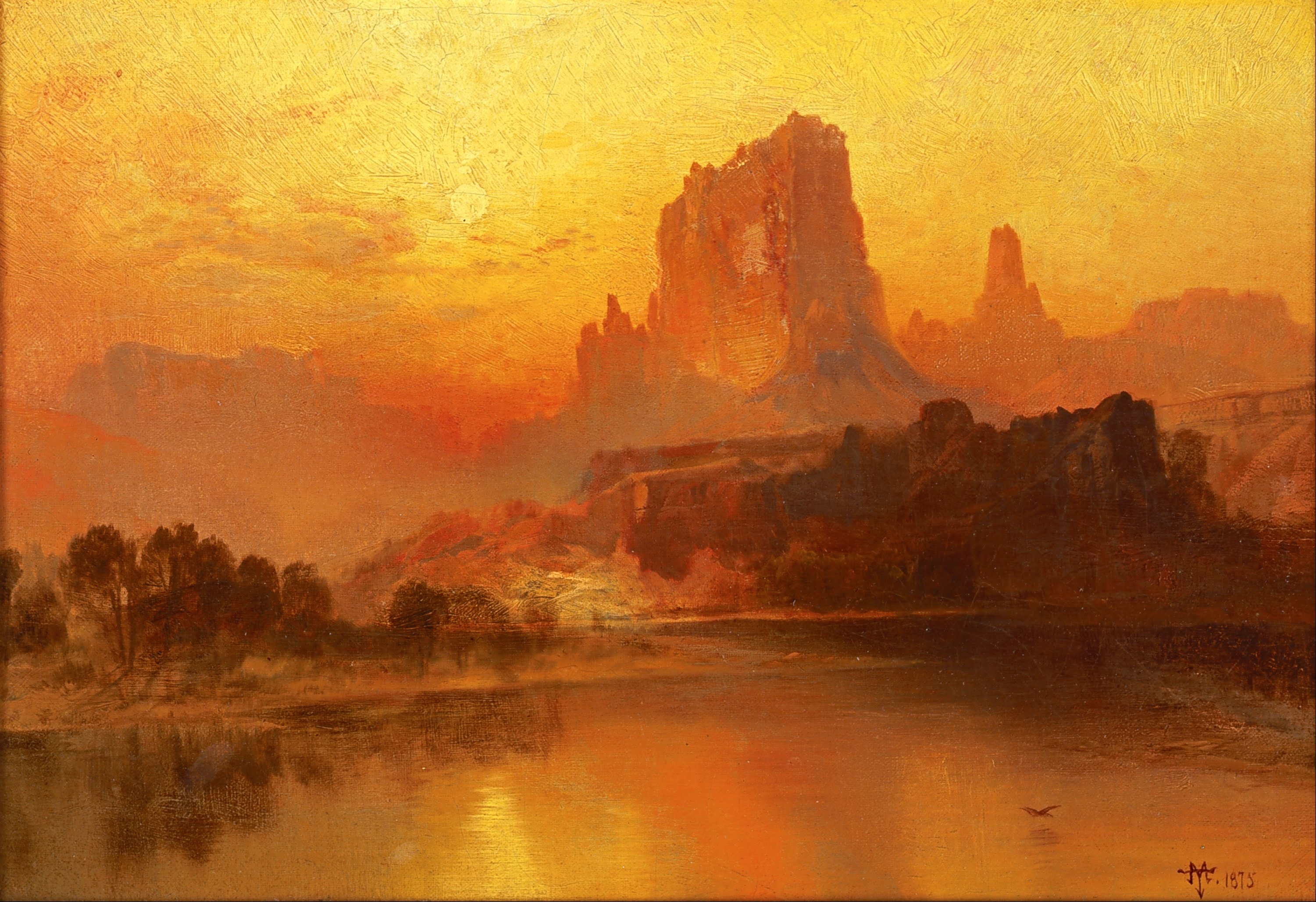
The Golden Hour, 1875
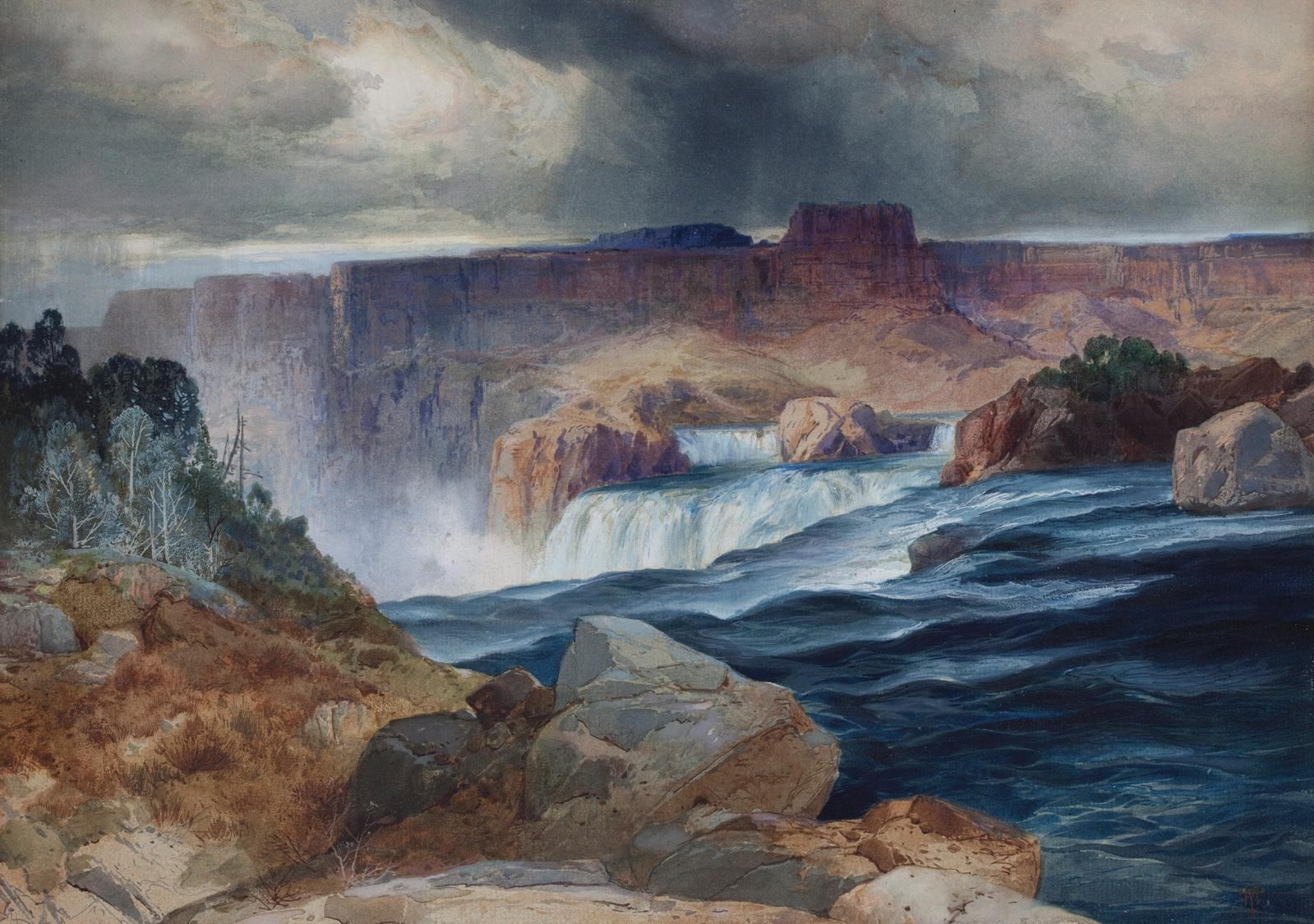
Shoshone Falls, Idaho, ca. 1875
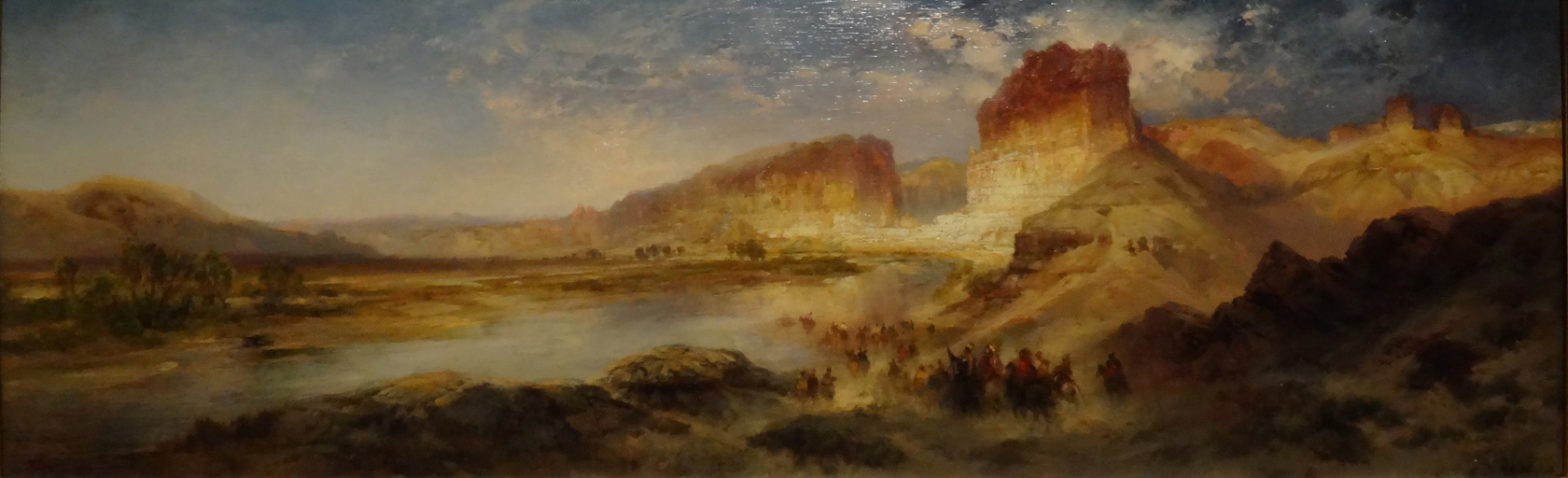
Green River, Wyoming (1878), Crystal Bridges Museum of American Art.
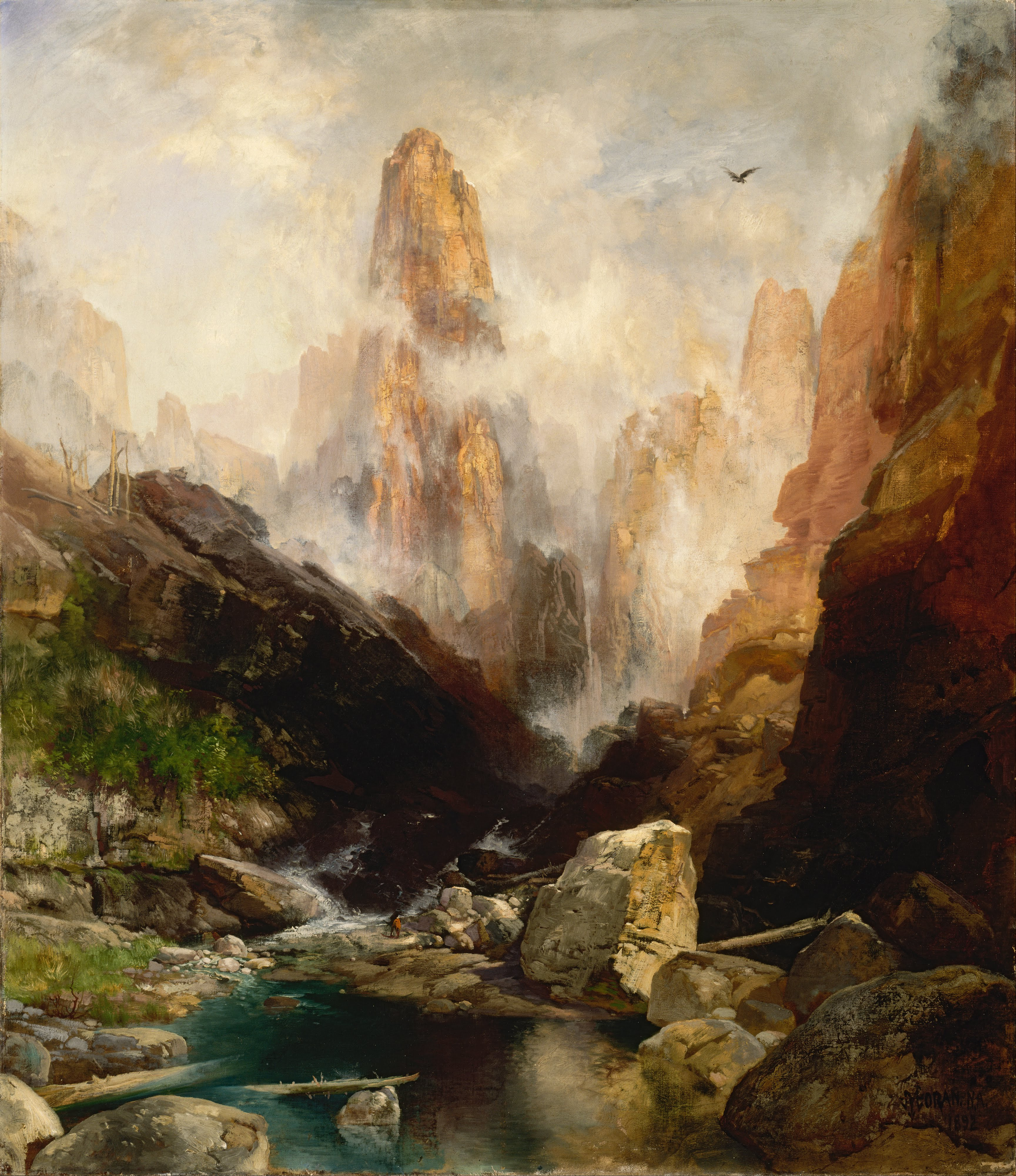
Mist in Kanab Canyon, Utah, 1892
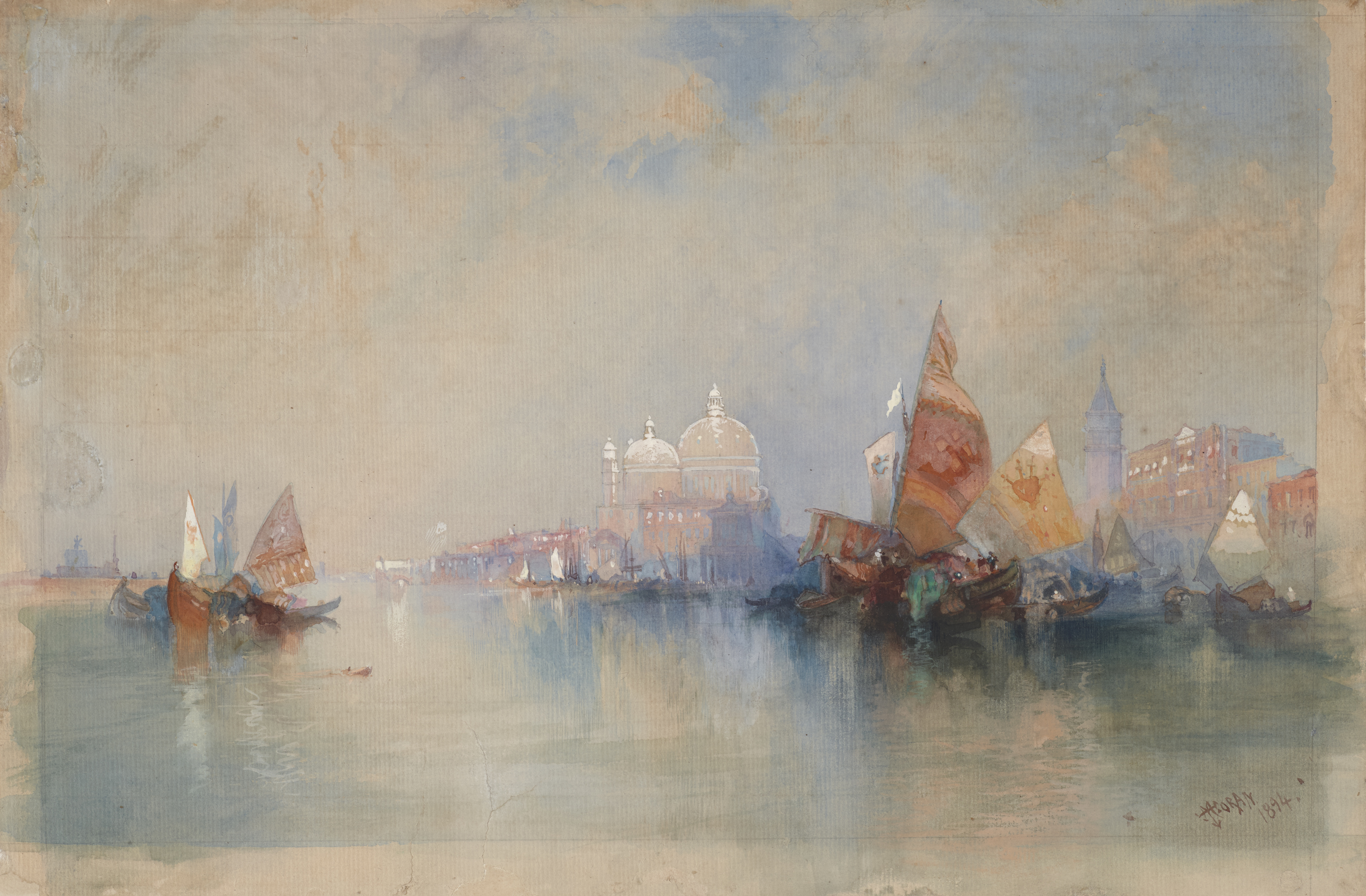
Venice: The Lagoon Looking toward Santa Maria della Salute, 1894, Princeton University Art Museum
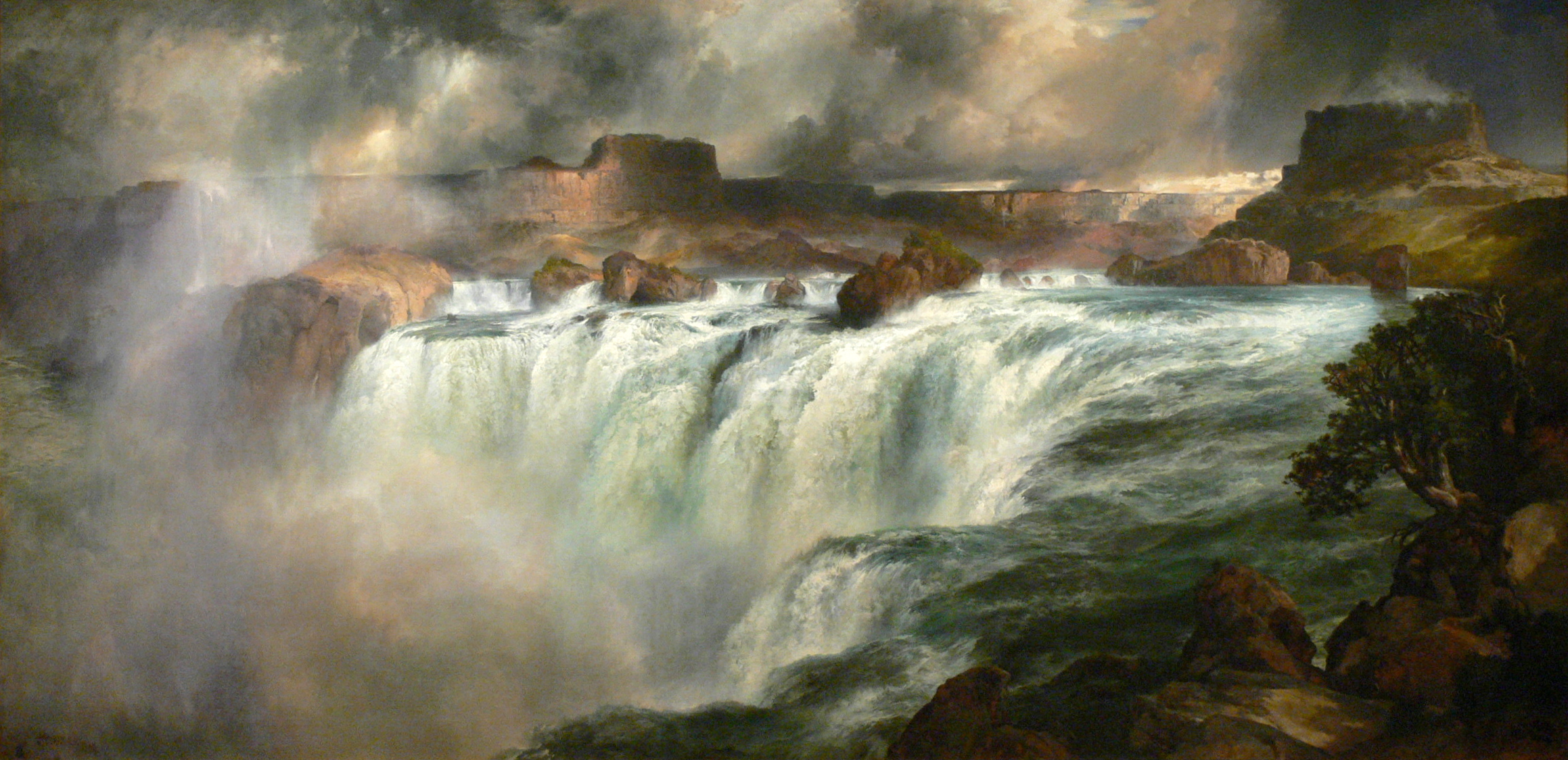
Shoshone Falls on the Snake River (1900), Gilcrease Museum, Tulsa, OK.
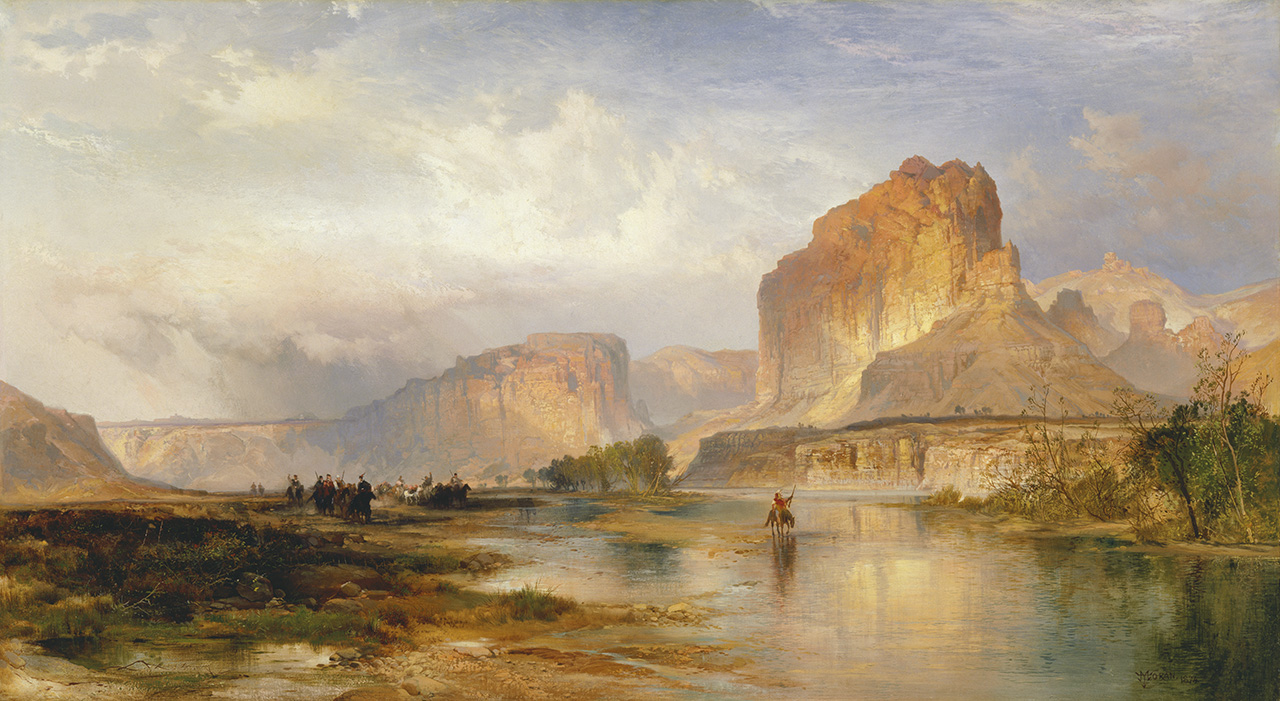
Thomas Moran, Cliffs of Green River, 1874, Amon Carter Museum of American Art
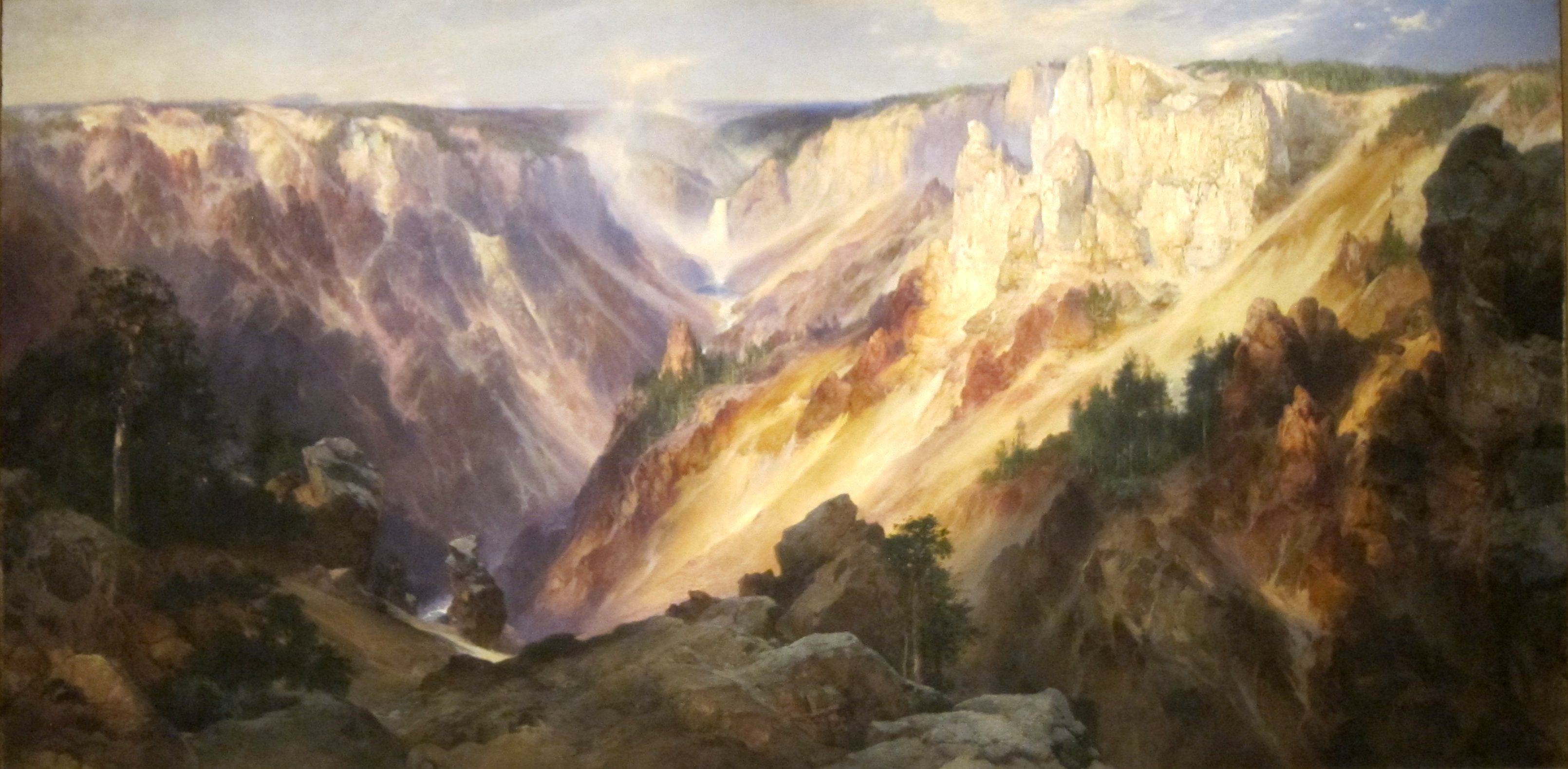
Grand Canyon of Yellow Stone (1904), Honolulu Museum of Art.
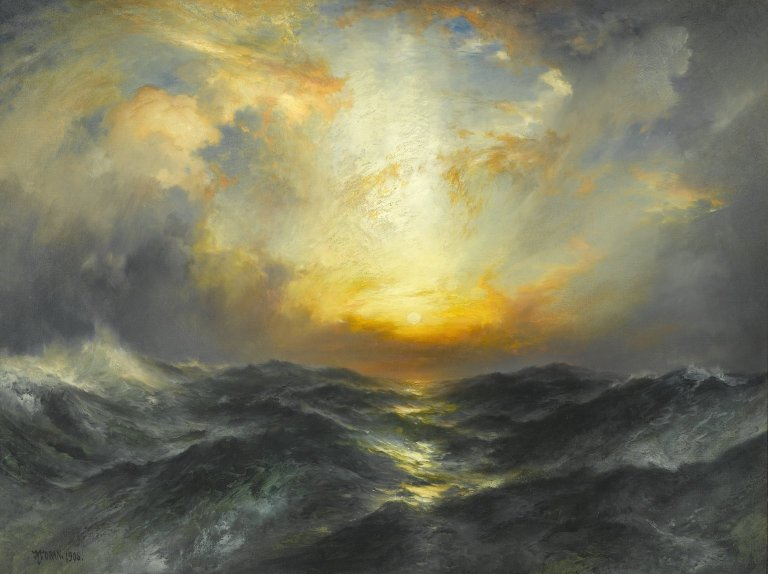
Sunset at Sea, 1906 circa